# Thamar Henneken
Thamar Nanette Henneken (Delft, 2 augustus 1979) is een voormalig topzwemster uit Vlaardingen, Nederland. Ze won met de vrouwen estafetteploeg de zilveren medaille op de 4 x 100 meter vrije slag tijdens de Olympische Spelen in Sydney (2000). 
Nadien legde ze zich toe op de roeisport, waarbij zij in 2001 met de Dames 8 Nederlands kampioen werd, om het daarna toch weer te proberen als zwemster. Dit heeft ze in 2004 opnieuw opgegeven.
Ze studeerde medische wetenschappen aan de Universiteit van Maastricht. Henneken had een relatie met oud-topzwemmer Marcel Wouda, met wie ze in januari 2005 een dochter (Yara) kreeg.